# Czibrádi Mihály
Czibrádi Mihály (Cibradi Mihály) 
Wittenbergi tanuló korában a következő, latin nyelvű költeményei jelentek meg:
- Gyászverse Steph. Félegyházi, Epicedion in obitum theologi clarissimi Thomae Félegyházii, qui… quievit Debrecini anno 1586. 16. die mensis januarii. Vitebergae, 1587. című munkában.
- Siderius János tarcali pap 14 hónapos korában 1586. dec. 11. elhalt Anna nevű gyermeke emlékére és az atya vigasztalására irt verse.
- Zrínyi Miklós emlékére írt műve Ad Georgum [!] Szrinium [!] Comitem illustrem, cujus opera feliciter Ungaria utitur in impediendis Turcarum molitionibus címmel jelent meg a De Sigetho Hungariae propugnaculo című gyűjteményben. Wittenberg, 1587. (Hasonmás kiadását Kőszeghy Péter gondozásában az MTA Irodalomtudományi Intézete-Akadémiai Kiadó adta ki 1987-ben a Bibliotheca Hungarica Antiqua sorozatban)
- Búcsúverseket írt távozó társaihoz: Tolnai Jánoshoz, valamint Csanádi Jánoshoz, mely (többekéivel együtt) Wittenbergben nyomatott 1588-ban.

## Művei
- Propemptica Viro Integerrimo Et Politioris Doctrinae Lavdibvs Ornatissimo, Dn. Joanni Czanadio..., Wittenberg, 1588
- ΠΡΟΣΕΥΤΙΚΟΝ In Honorem Pietate, Doctrina, Reliqvisque Virtvtvm Generibus Ornatissimi viri D. Ioannis S. Tolnaei cum post felicem suorum studiorum mercaturam ex celeberrima Witebergensi Academia in Vngariam rediret sincerae necessitudinis ergo, Wittenberg, 1588
- Propemptica In Discessum Orthodoxae Pietatis, insignis doctrinae, humanitatis, morum suauitatis, et aliarum virtutum laude praestantissimi Viri, Dn. Alexandri R. Szamoskozii, post exhaustos Philosophicos et Theologicos labores, ex inclita Vitebergensium Academia in patriam Vngariam redeuntis, Anno 1589. 3. die Septembris, Wittenberg, 1589
- Propemptica In Honorem Nobilissimi, Piissimi, Doctissimi Ac Reliqvis Animi dotibus ornatissimi iuvenis Dn. Sigismundi Peczi de Vyfalu, cum post pertextam suorum studiorum telam ex inclyta Witebergensium Academia, quo ex Argentorensi Academia concesserat, in Vngariam rediret XXV. Martii Anno salutiferi partus MDLXXXIX observantiae causa, Wittenberg, 1589